# خرس سیاه آسیایی
خرس سیاه آسیایی یا خرس ماه یا خرس سینه‌سفید گونهای خرس در اندازه متوسط است که روی قفسهٔ سینه‌اش لکه سفیدی به علامت V نقش بسته‌است. این خرس به‌خوبی برای زندگی بر روی درخت انطباق یافته و در مناطق وسیعی از جنوب آسیا، شمال شرق چین، خاورمیانه، دور روسیه و ژاپن می زیستد. آی‌یوسی‌ان این حیوان را در فهرست گونه‌های در خطر انقراض و در ردهٔ آسیب‌پذیر قرار داده‌است که بیشتر به‌دلیل جنگل‌زدایی و شکار این جانور برای استفاده از برخی اعضای بدن اوست. خرس سیاه شباهت ریخت‌شناسانه بسیار زیادی با خرس‌های ما قبل تاریخ دارد و برخی دانشمندان وی را نیای دیگر گونه‌های امروزین خرس می‌دانند. در گذشته نه چندان دور این خرس در مناطق وسیعی از آسیا و اروپا و آفریقا از جمله خاورمیانه و آسیای مرکزی و اروپای شرقی و اروپای غربی و شبه جزیره عربستان و حتی شمال آفریقا میزیست ولی امروز فقط در چند کشور آسیایی و آن هم به صورت تکه تکه و محدود زندگی میکند و جمعیت آن در حال کاهش است. خرس سیاه هرچند بیشتر گیاه‌خوار است اما رفتاری پرخاش‌گرانه نسبت به انسان دارد و حملهٔ بدون هشدار این جانور به انسان بارها گزارش شده‌است.
خرس سیاه آسیایی شبگرد است و برخلاف دیگر همنوعان خود خواب زمستانی ندارد. عمر آن حدود ۲۵ سال است و ۱۲۰ تا ۱۸۰ سانتی‌متر طول و نرها از ۳۰۰ تا ۴۵۰ کیلوگرم و ماده ها از ۱۰۰ تا ۲۵۰ کیلوگرم وزن دارند و علاوه بر مواد گیاهی، از جانوران و حشرات، مهره‌داران کوچک، نوزاد پستانداران و گاهی دام اهلی تغذیه می‌کند. این خرس معمولاً در اواخر تابستان جفت‌گیری می‌کند و پس از حدود هفت ماه دو توله می‌زاید.

## زیستگاه آن در ایران
در گذشته نه چندان دور این حیوان در بخش وسیعی از ایران از آذربایجان شرقی و آذربایجان غربی در غرب تا سیستان و بلوچستان و کرمان در شرق می زیست، ولی امروزه فقط در سه استان جنوبی و شرقی ایران یعنی سیستان و بلوچستان و کرمان و هرمزگان آن هم به صورت محدود و کم زندگی می‌کند؛زیستگاه تاریخی این حیوان در ایران در استان های خراسان شمالی، خراسان جنوبی، خراسان رضوی، یزد، کرمان، اصفهان، فارس، سمنان، تهران، قم، مرکزی، کرمانشاه، آذربایجان شرقی، آذربایجان غربی، اردبیل، زنجان، قزوین، کردستان، لرستان، همدان، چهارمحال بختیاری، کهگیلویه و بویراحمد، ایلام، خوزستان، بوشهر، هرمزگان، سیستان و بلوچستان، مازندران، گلستان و گیلان بوده است اما به دلیل شکار و کشتار بی رویه و از دست دادن زیستگاه و از دست دادن طعمه این حیوان در تمامی این مناطق به جز استان های سیستان و بلوچستان و کرمان و هرمزگان منقرض شده است.
در حال حاضر کوهستانهای شهرستان نیکشهر کوهای شوشیم در جنوب سیستان و بلوچستان (ایران) یکی از زیستگاه‌های اصلی این خرس به‌شمار می‌رود و رویشگاه‌های پراکنده درختچه داز و زیتون واقع در بلوچستان شامل مناطق کوهستانی مهرستان، نیکشهر، قصرقند، لاشار، آهوران و رشته کوه بیرک از مهم‌ترین مناطق زندگی خرس سیاه بلوچی است. این خرس در گویش مردم بلوچ با نام‌های «مَم» و «هرس» شناخته می‌شود.
شهرستان رودان در استان هرمزگان یکی از مهم‌ترین زیستگاه‌های این گونه ارزشمند در کشور است. در چند سال اخیر تعداد مشاهدات مستقیم، دیده شدن نمایه‌هایی مانند رد پا و مدفوع و گزارش‌های مردمی از خرس سیاه آسیایی و پلنگ در شهرستان افزایش مستمری داشته‌است. بر اساس بررسی‌های به عمل آمده به نظر می‌رسد که این امر بیش از آن که حاصل افزایش تعارض میان انسان و این دو جانور ارزشمند باشد، نتیجه افزایش جمعیت به علت بهبود شرایط زیستی آن‌ها است.
کاهش چشمگیر بارندگی‌ها از سال ۱۳۷۶ به بعد، در حالی که تصور می‌شود بایستی شرایط زیست جانوران را بحرانی‌تر کند، در برخی مناطق به احیای زیستگاه‌های خرس سیاه کمک کرده‌است.
مناطق کوهستانی به دلیل عدم توانایی جذب آب فراوان در سفره‌های زیر زمینی خود، در برابر خشکسالی بسیار آسیب پذیرتر نشان داده و اکثر چاه‌ها خشک شده و بسیاری باغ‌ها از بین رفته‌اند. این امر سبب تسریع در مهاجرت روستاییان شده‌است به گونه‌ای که بیش از ۹۰ درصد ساکنان این مناطق دور افتاده، در ۱۰ سال اخیر به روستاهای دیگر و شهرها مهاجرت کرده‌اند. راه‌های روستایی متروکه شده و درخت‌های خرما که دارای سازگاری بیشتری در برابر بی‌آبی هستند باقی‌مانده‌اند. به این ترتیب زیستگاه‌ها پیوستگی خود را بار دیگر به دست آورده غذای کافی نیز در دسترس خرس سیاه قرار گرفته‌است.
علاوه بر این افزایش نسبی بارندگی‌ها در چند سال اخیر، بهبود عملکرد محیط‌بانان و گشت و کنترل‌های منظم و مستمر، آگاه‌سازی جوامع محلی، بهبود فرهنگ محیط زیستی مردم و حساس‌شدن نسبت به وضعیت گونه‌های جانوری، به افزایش جمعیت و کاهش تلفات کمک شایانی کرده‌است.
در حال حاضر تقریباً در تمامی مناطق کوهستانی شهرستان حضور خرس سیاه اثبات شده‌است. در دو هفته اخیر (۳۰ دی ۱۳۹۲)، دو قلاده توله خرس در روستای برنطین، رد پای یک قلاده خرس سیاه در روستای فاریاب و یک قلاده در روستای بادافشان دیده شده‌است.
خرس سیاه آسیایی هم‌اکنون در فهرست سرخ اتحادیه جهانی حفاظت (IUCN RED LIST) در طبقه در بحران انقراض (CR) قرار دارد و هیچ آمار مشخصی از تعداد اندک باقی‌ماندۀ جمعیت این گونه در کشور در دست نیست.

## زیرگونه‌ها
| زیرگونه                    | تصویر                              | پراکندگی |
| -------------------------- | ---------------------------------- | --- |
| خرس سیاه اوسوری            |                                    | جنوب سیبری، شمال شرقی چین و شبه‌جزیره کره |
| خرس سیاه بلوچی             |                                    | جنوب بلوچستان |
| خرس سیاه تبتی              |                                    | آسام، نپال، میانمار، تایلند و آنام |
| خرس سیاه فورموسان          |                                    | تایوان |
| خرس سیاه ژاپنی             |                                    | ژاپن جزایر هونشو و شیکوکو. در کیوشو منقرض شده‌است. |
| خرس سیاه هندوچین           |                                    | هیمالیا و هندوچین |
| خرس سیاه هیمالیایی         |                                    | کشمیر، هیمالیا و سیکیم |
| خرس سیاه سوری (منقرض شده ) | ( در قرن نوزدهم و بیستم منقرض شد ) | ایران، عراق، ترکیه، قفقاز، جمهوری آذربایجان، ارمنستان، سوریه، لبنان، فلسطین، ترکمنستان، ازبکستان، قزاقستان، تاجیکستان، یمن، قطر، اردن، شبه جزیره عربستان، بحرین، گرجستان، لهستان، مجارستان، اوکراین، آلمان شرقی، بالکان، امارات متحده عربی |